# Drino curvipalpis
Drino curvipalpis är en tvåvingeart som först beskrevs av Wulp 1893.  Drino curvipalpis ingår i släktet Drino och familjen parasitflugor. Inga underarter finns listade i Catalogue of Life.